# Anatea formicaria
Espèce
Anatea formicaria est une espèce d'araignées aranéomorphes de la famille des Theridiidae.

## Distribution

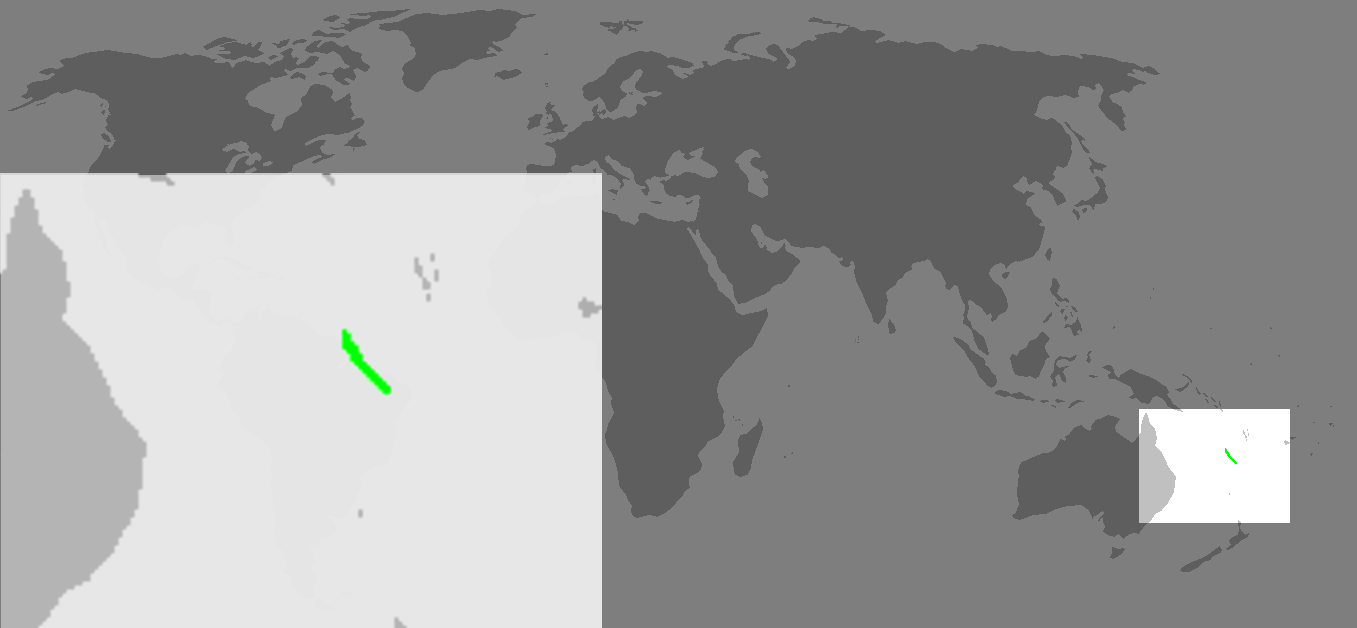
Distribution

Cette espèce est endémique de Nouvelle-Calédonie.

## Description
Cette araignée est myrmécomorphe.
Le mâle décrit par Reiskind et Levi en 1967 mesure 2,5 mm.

## Étymologie
Son nom d'espèce lui a été donné en référence à sa forme de fourmi.

## Publication originale
- Berland, 1927 : Sur une araignée myrmécomorphe de Nouvelle-Calédonie. Bulletin de la Société entomologique de France, vol. 95, no 4, p. 52-55.